# Herbert Blaché
Pour les articles homonymes, voir Blaché.
Herbert Blaché, né Herbert Reginald Gaston Blaché-Bolton (né le 5 octobre 1882 à Londres, au Royaume-Uni, et mort le 23 octobre 1953  à Santa Monica aux États-Unis) est un réalisateur, producteur et scénariste américain d'origine britannique, né d'une mère anglaise et d'un père français. Il réalise 56 films entre 1912 et 1929.
Il a été marié à Alice Guy avec laquelle il a deux enfants : Simone et Réginald Blaché-Bolton.

## Biographie
Né le 5 octobre 1882 à Londres, il n'utilise que sur les documents officiels son patronyme entier, Herbert Blaché-Bolton à la suite d'un procès retentissant à Londres en 1902 où il récupère le nom de sa mère Elisabeth Bolton. Celui-ci est composé des noms respectifs de ses parents : son père est le fils d'un chapelier vivant à Montpellier et originaire de Mont-de-Marsan et sa mère, une comédienne anglaise.
Herbert Blaché arrive vers 1906 d'Allemagne pour travailler comme cadreur au studio Gaumont à Paris. Il travaille aux côtés de Mlle Alice Guy, réalisatrice et directrice de la fiction chez Gaumont. En 1906, sur le tournage de Mireille, une idylle se noue entre la réalisatrice et son cadreur aux Saintes-Maries-de-la-Mer. Ils annoncent leurs fiançailles à Noël et se marient en mars 1907 à Paris. Leur voyage de noces s’effectue pendant leur traversée transatlantique jusqu'à New York. Herbert Blaché s'installe aux États-Unis avec sa femme. Pendant deux ans, parfaitement bilingue, il est le VRP de la Gaumont. Ensemble, ils font la tournée des États-Unis pour promouvoir le chronophone Demenÿ-Gaumont. En attendant la mise en chantier d'une succursale Gaumont à New York, Herbert dirige les studios Gaumont à Flushing (Queens, New York) ; il est chargé de commercialiser le chronophone.
Herbert Blaché fait preuve d’un égal dynamisme et contribue avec efficacité à la commercialisation des réalisations américaines de sa femme qui seront diffusées en France par la Gaumont. Alice Guy-Blaché, donne naissance à deux enfants, Simone et Réginald, et crée en 1910 sa compagnie cinématographique, la Solax (en).
Il engage Lois Weber, en 1910 pour la Gaumont, qui devient la première réalisatrice américaine, et il devient un réalisateur de renom, en tournant avec Buster Keaton, Boris Karloff…
Il tourne, produit et réalise plus de 60 films. Il occupe ensuite la fonction de directeur de production pour Universal. En 1918, il quitte sa femme et le divorce est prononcé en 1922. Il se remarie par la suite avec Nora Hallgran.
Herbert Blaché-Bolton meurt le 23 octobre 1953 à Santa Monica (États-Unis).

## Filmographie

### Comme réalisateur
- 1912 : Robin Hood
- 1913 : The Fight for Millions (it)
- 1913 : A Prisoner in the Harem (it)
- 1913 : The Star of India (it)
- 1914 : Hook and Hand
- 1914 : Fighting Death
- 1914 : The Million Dollar Robbery
- 1914 : The Chimes (it)
- 1914 : The Mystery of Edwin Drood (it)
- 1914 : The Temptations of Satan
- 1914 : The Burglar and the Lady
- 1915 : The Shooting of Dan McGrew (en)
- 1915 : Her Own Way
- 1915 : Greater Love Hath No Man (it)
- 1915 : The Song of the Wage Slave
- 1915 : Barbara Frietchie (it)
- 1916 : The Girl with the Green Eyes
- 1916 : A Woman's Fight
- 1917 : A Man and the Woman
- 1917 : The Auction of Virtue
- 1917 : The Peddler
- 1917 : Think It Over
- 1918 : Loaded Dice
- 1918 : A Man's World (it)
- 1918 : The Silent Woman
- 1919 : The Divorcee (it)
- 1919 : Satan Junior
- 1919 : The Parisian Tigress
- 1919 : Fools and Their Money
- 1919 : Un cœur fidèle (The Uplifters)
- 1919 : The Man Who Stayed at Home
- 1919 : La Fin d'un roman (The Brat)
- 1920 : Stronger Than Death
- 1920 : Vive la liberté (The Walk-Offs)
- 1920 : La Flétrissure (en) (Tarnished Reputations)
- 1920 : The Hope
- 1920 : Ce crétin de Malec (The Saphead)
- 1920 : The New York Idea
- 1921 : The Bashful Suitor
- 1921 : Out of the Chorus
- 1921 : The Beggar Maid (it)
- 1922 : The Young Painter
- 1922 : Hope
- 1923 : Suprême amour (Nobody's Bride)
- 1923 : Fools and Riches (it)
- 1923 : The Untameable (it)
- 1923 : The Wild Party
- 1923 : The Near Lady
- 1924 : High Speed
- 1924 : Secrets of the Night
- 1925 : Head Winds (it)
- 1925 : Jack le centaure (The Calgary Stampede)
- 1926 : The Mystery Club
- 1928 : Tout est bien qui finit bien (Burning the Wind)

### Comme producteur
- 1912 : Hubby Does the Washing
- 1913 : The Fortune Hunters
- 1914 : A Fight for Freedom; Or, Exiled to Siberia
- 1915 : The Heart of a Painted Woman
- 1915 : The Shooting of Dan McGrew (en)
- 1915 : The Song of the Wage Slave
- 1915 : My Madonna
- 1915 : Barbara Frietchie
- 1915 : The Vampire d'Alice Guy
- 1916 : What Will People Say?
- 1916 : The Ocean Waif

### Comme scénariste
- 1913 : Kelly from the Emerald Isle
- 1915 : The Song of the Wage Slave
- 1917 : Think It Over